# Megachile rufopilosa
Megachile rufopilosa är en biart som beskrevs av Heinrich Friese 1911. Megachile rufopilosa ingår i släktet tapetserarbin, och familjen buksamlarbin. Inga underarter finns listade i Catalogue of Life.